# Лаурус Йонсен
Лаурус Йонсен (исл. Lárus Johnsen, 1923 — 2006) — исландский шахматист. Один из сильнейших шахматистов Исландии 1950 — середины 1960-х гг. Чемпион Исландии 1951 г. В составе сборной Исландии участник шахматной олимпиады 1952 г. в Хельсинки. Выступая на 2-й доске, в 11 сыгранных партиях набрал 4 очка: 2 победы, 5 поражений, 4 ничьи. Также в 1963 г. представлял Исландию на турнире северных стран в Оденсе (победителями того турнира стали Б. Бринк-Клауссен и М. Йоффе).